# Tawęcino
Tawęcino (en allemand : Tauenzin) est une localité polonaise de la gmina rurale de Nowa Wieś Lęborska située dans le powiat de Lębork en voïvodie de Poméranie. 

## Géographie
Le village est situé dans la région historique de Poméranie ultérieure. Tawęcino se trouve à environ 12 km au nord de Nowa Wieś Lęborska et Lębork, et à 52 km à l'ouest de la capitale régionale Gdańsk.

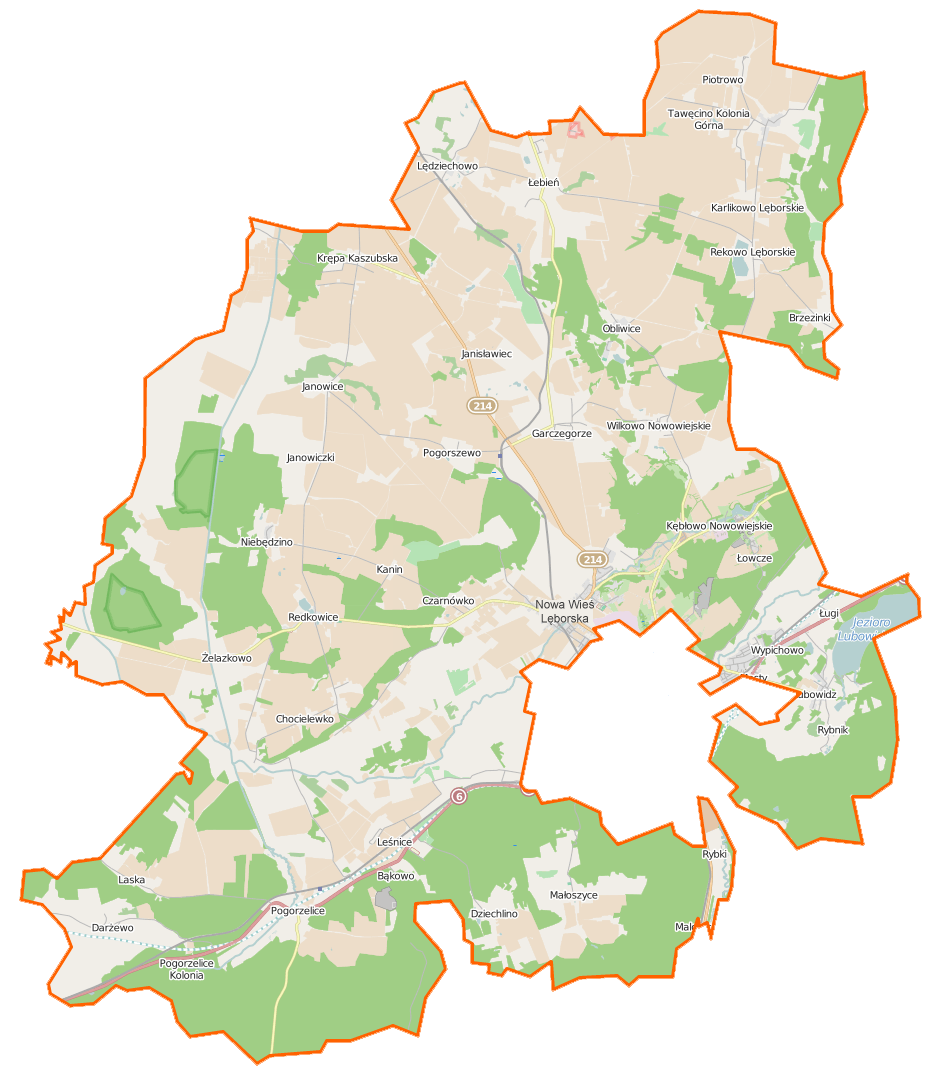
Carte de la gmina de Nowa Wieś Lęborska.

## Histoire
Depuis le XVe siècle, le domaine fut la propriété de la noble famille Tauentzien. Il appartenait aux terres de Lauenbourg et de Bütow, à la frontière de la Pomérélie, que les ducs de Poméranie puis les électeurs de Brandebourg détiennent en fief de la couronne polonaise. 
Dans le cadre du premier partage de la Pologne en 1772, le fief devient une partie intégrante du royaume de Prusse. De 1772 à 1945, Tauenzin fait partie de l'arrondissement de Lauenbourg-Bütow puis à partir de 1846, de l'arrondissement de Lauenbourg-en-Poméranie dans le district de Köslin dans la province de Poméranie.

## Personnalités
- Friedrich Bogislav von Tauentzien (1710–1791), général.